# Trésor d'Attarouthi
Le trésor d'Attarouthi est un trésor byzantin découvert en Syrie. Le trésor a été découvert avant 1940 sans plus de détails. En 1986, il a été acheté en très bon état par le Metropolitan Museum of Art de New York.
Il comporte dix gobelets, trois encensoirs, une passoire à vin et une colombe. Les objets ont probablement été réalisés au VIe siècle ou dans la première moitié du VIIe siècle de notre ère. Selon leurs inscriptions, ils appartenaient à deux églises de la ville d'Attarouthi dans le nord de la Syrie. Peut-être que les objets ont été cachés au cours de conflits militaires, comme après la dernière des guerres romano-perses après 610 ou plus tard la conquête islamique du Levant.

## Usages
Les objets individuels sont en argent et ont été utilisés dans la liturgie. Les calices sont partiellement dorés. Les chaînes pendantes des brûle-parfums ont été conservées. La colombe peut être vue dans le trésor d'une église comme une représentation du Saint-Esprit. L'appareil pour filtrer le vin se compose de deux parties, un entonnoir avec une poignée et une passoire.

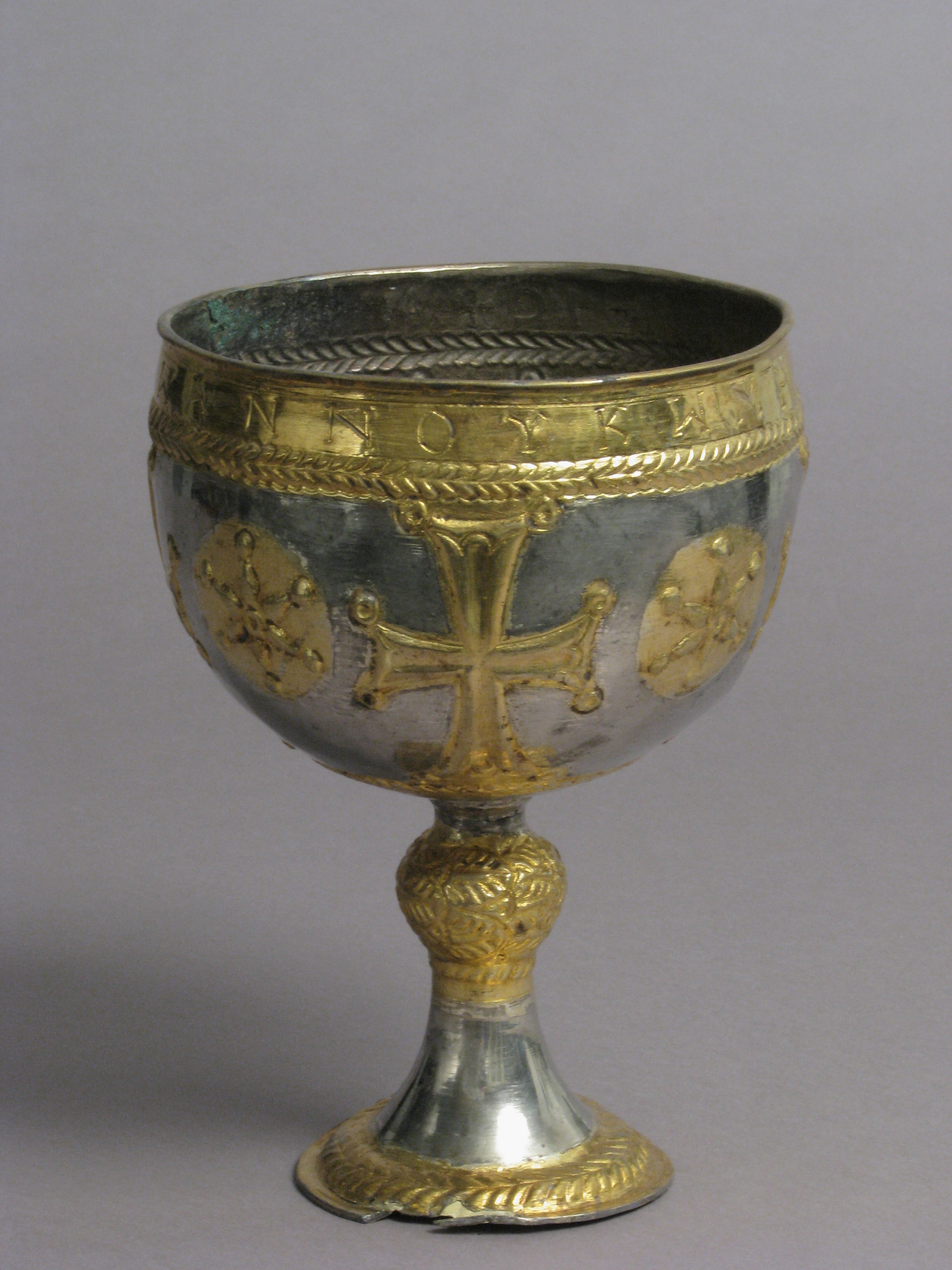
Représentation de la croix sur l'un des calices
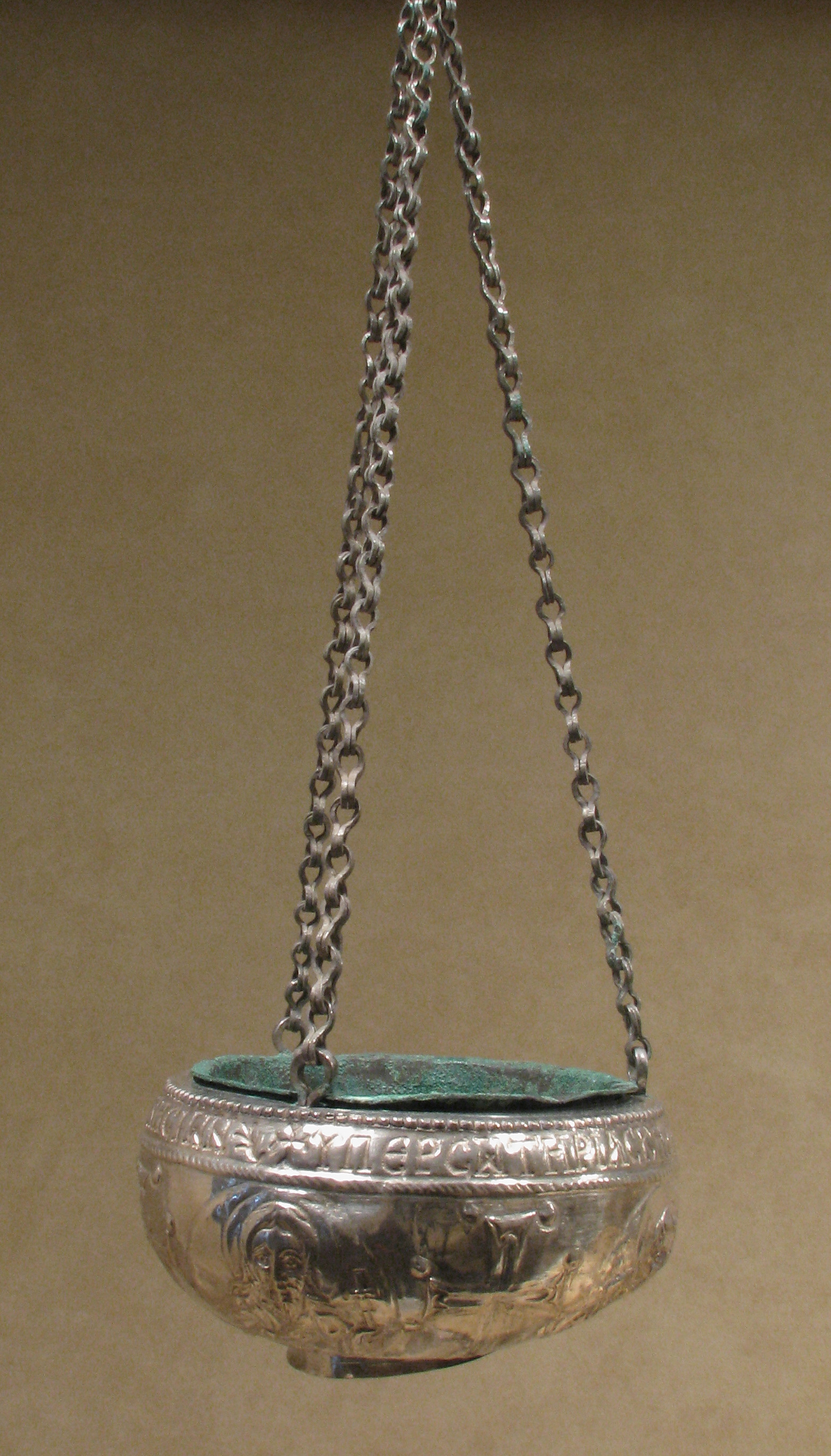
Encensoir, à l'intérieur avec un insert en métal
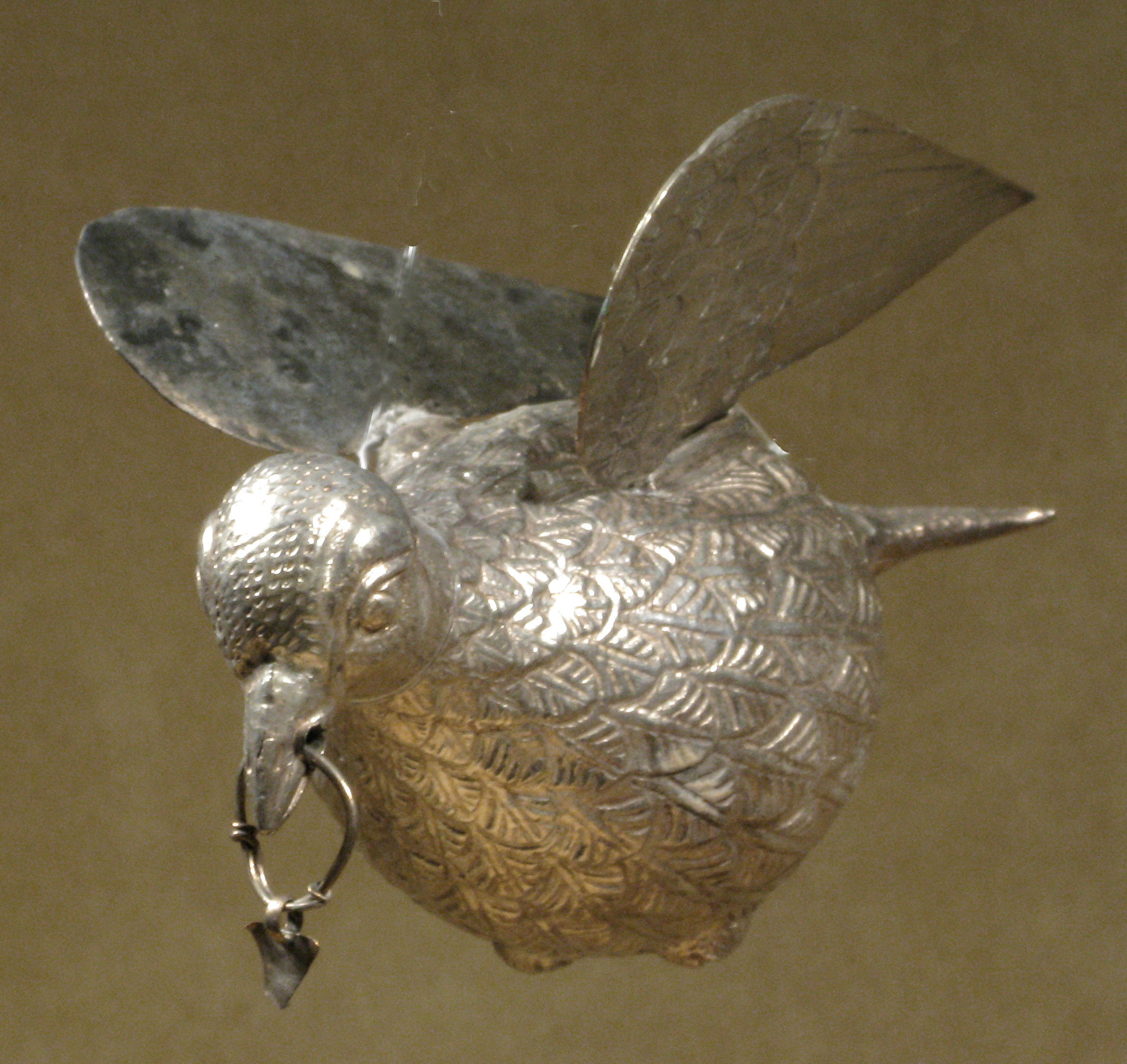
Vue frontale de la colombe
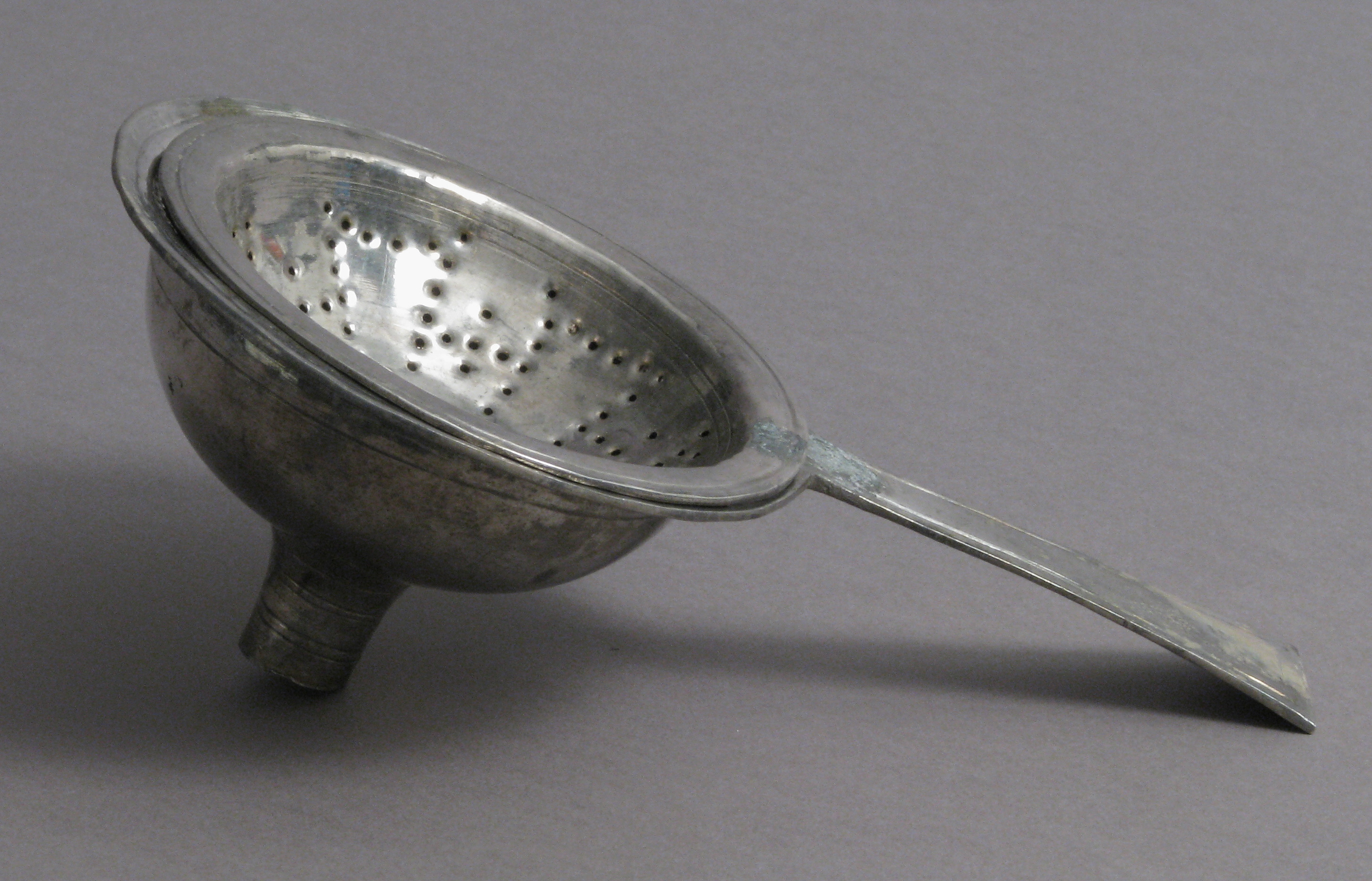
Dispositif de tamisage en vue latérale
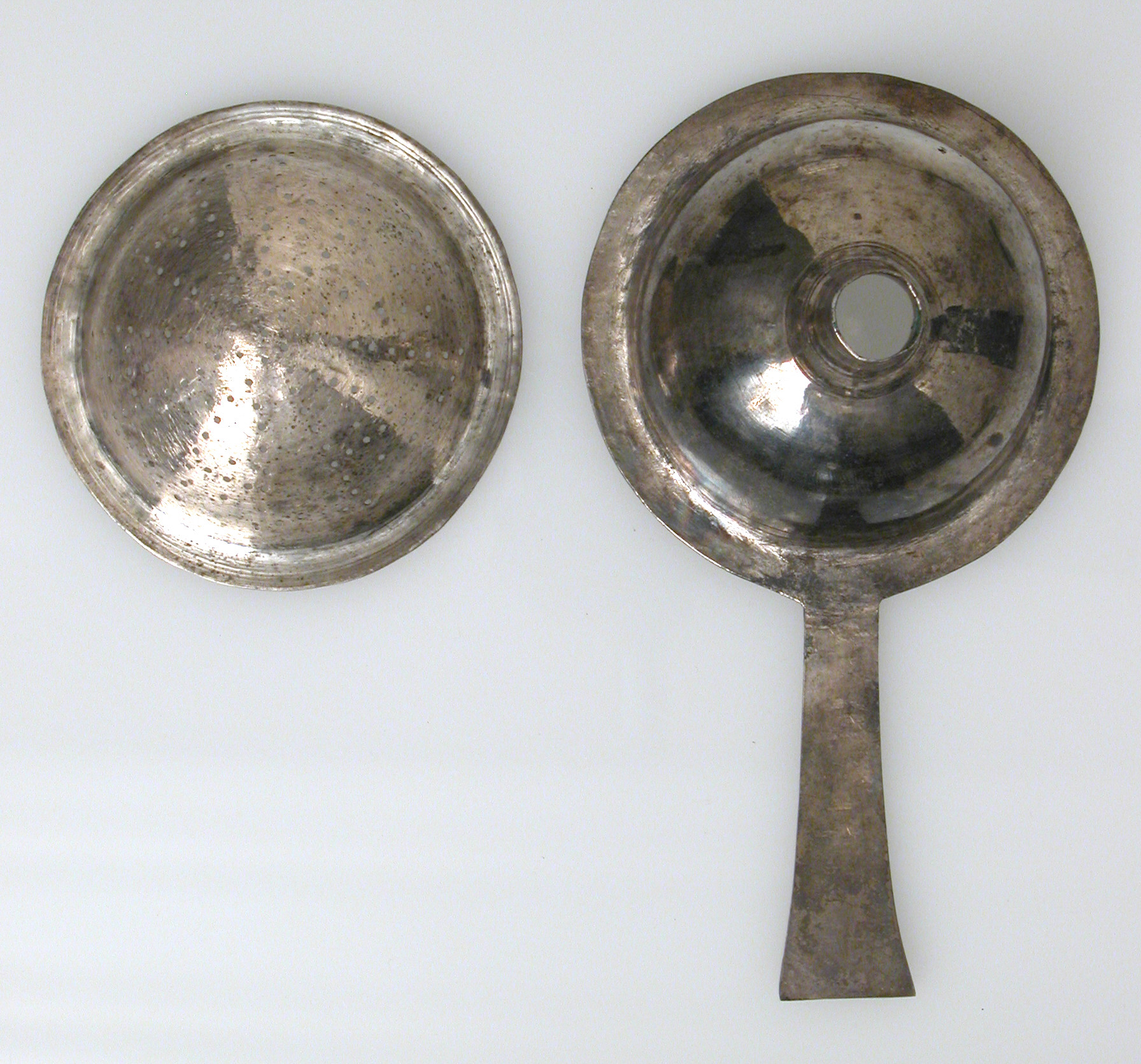
Tamis et entonnoir séparés

## Littérature
- Victor H. Elbern : Dix coupes et une colombe. Remarques sur le trésor liturgique d'Attarouhti (Attarouthi). Dans : Oriens Christianus 88, 2004, p. 233-253.
- Dora Piguet-Panayotova : Les Calices Attarouthi. Dans: Annonces sur l'archéologie antique tardive et l'histoire de l'art byzantin 6, 2009, pp. 9-76.
- Helen C. Evans, Brandie Ratliff (éd.) : Byzance et Islam. Âge de transition. VIIe – IXe siècle. New York 2012,  (ISBN 978-0-300-17950-7), p. 41–44.

## Liens web
- Ressource relative aux beaux-arts :   - Metropolitan Museum of Art